# Île Snake
L'île Snake est une île de Colombie-Britannique dans les îles Gulf.

## Géographie
Petite île rocheuse inhabitée à l'Est de Nanaimo, une des îles Gulf, c'est un refuge pour les oiseaux et pour une colonie de phoques. Elle est une destination fréquente pour les passionnées de la faune locale. Ses rivages rocheux et ses récifs sont très populaires auprès des plongeurs. 
Proche de l'île est l'épave du HMCS Cape Breton (ARE 100) (en), navire de la Seconde Guerre mondiale qui forme un récif artificiel. 